# Éon
Pour les articles homonymes, voir Éon (homonymie).
Un éon est originellement le premier niveau de subdivision géochronologique de l'histoire de la Terre, divisée en quatre éons (chaque éon est divisé en ères, elles-mêmes subdivisées). L'ensemble des strates déposées au cours d'un certain éon est appelé éonothème.
En planétologie, le terme d'éon est également employé pour désigner une subdivision majeure de l'histoire des autres corps célestes, particulièrement des planètes telluriques.

## Éons sur Terre
Les quatre éons terrestres sont les suivants, du plus ancien au plus récent :
- Hadéen (de −4,6 à −4 milliards d’années),
- Archéen (de −4 à −2,5 milliards d’années),
- Protérozoïque (de −2,5 à −0,539 milliards d’années),
- Phanérozoïque (depuis l’explosion biologique cambrienne il y a 539 millions d’années, jusqu'à nos jours).

## Éons sur les autres planètes
Par extension, la planétologie définit également des éons pour décrire l'histoire géologique des planètes autres que la Terre. Pour la planète Mars, par exemple, l'échelle des temps géologiques martiens est divisée en trois « éons » — néanmoins souvent qualifiés d'époques, même dans la littérature scientifique — selon deux systèmes chronostratigraphiques répondant à des définitions différentes (taux de cratérisation vs nature minéralogique) par datation relative et qui ne se superposent pas exactement :
- Noachien vs Phyllosien ;
- Hespérien vs Theiikien ;
- Amazonien vs Sidérikien.

## Superéon
Un superéon est une combinaison d'éons. Le Précambrien est actuellement le seul superéon reconnu, regroupant l'Hadéen, l'Archéen et le Protérozoïque.